# Platythyrea lenca
Platythyrea lenca is een mierensoort uit de onderfamilie van de Ponerinae. De wetenschappelijke naam van de soort is voor het eerst geldig gepubliceerd in 2004 door De Andrade.